# اچ‌ام‌اس اسمیتر (دی۵۵)
اچ‌ام‌اس اسمیتر (دی۵۵) (به انگلیسی: HMS Smiter (D55)) یک کشتی بود که طول آن ۴۹۵ فوت ۸ اینچ (۱۵۱٫۰۸ متر) بود. این کشتی در سال ۱۹۴۳ ساخته شد.